# 愛媛県立宇和島東高等学校
愛媛県立宇和島東高等学校（えひめけんりつ うわじまひがしこうとうがっこう）は、愛媛県宇和島市にある公立高等学校。

## 概要
宇和島湾で行われる「校内ボートレース大会」と体育祭の中で3年男子生徒により行われる集団演舞「思へば過ぎし」（男子は上半身裸）が伝統行事として残る。校内ボートレース大会は旧制宇和島中学校時代の1900年（明治33年）に第1回が開催され、太平洋戦争前後の中断（1945年にボートと艇庫が焼失）やサメ騒動による中止（1992年）を挟みながらも続けられており、2012年（平成24年）に第100回を迎えた。1998年（平成10年）までは開校記念日の5月8日に開催されていたが、同時期は強風で延期になることが多かったため、1999年（平成11年）の第87回大会は7月の開催に変更され、それ以降は7月の開催となっている。
野球部は1988年（昭和63年）の第60回選抜高等学校野球大会に初出場・初優勝し数多くのプロ野球選手・大リーグ選手を輩出。サッカー部は2018年に県大会を夏冬連覇している。

## 設置学科
全日制課程
- 普通科
- 理数科（理数に関する学科）
- 商業科（商業に関する学科）
- 情報ビジネス科（商業に関する学科）

定時制課程
- 普通科

## 沿革
宇和島中学校
- 1896年4月1日 - 愛媛縣尋常中學校（現・愛媛県立松山東高等学校）南豫分校設立。
- 1899年4月1日 - 愛媛県宇和島中學校として独立する。
- 1948年4月1日 - 愛媛県立宇和島第一高等学校となる。

宇和島商業学校
- 1902年1月14日 - 宇和島町立宇和島商業学校設立認可（乙種、修業年限2年）。
- 1922年4月1日 - 市制施行により宇和島市立宇和島商業学校と改称。
- 1923年4月1日 - 甲種商業学校となる（修業年限5年）。
- 1944年4月1日 - 愛媛県立宇和島工業学校設置により、吸収される。航空機科・造船科。
- 1946年4月1日 - 愛媛県立宇和島商工学校となる。
- 1948年4月1日 - 愛媛県立宇和島商業高等学校となる。

愛媛県立宇和島東高等学校
- 1949年9月1日 - 愛媛県立宇和島第一高等学校と愛媛県立宇和島商業高等学校とを統合して、愛媛県立宇和島東高等学校となる。普通科・商業科を設置。
- 1968年4月1日 - 理数科設置。
- 1993年4月1日 - 情報処理科設置。
- 2002年4月1日 - 情報処理科を情報ビジネス科に学科改変。
- 2008年4月1日 - 定時制普通科設置。
- 2021年4月1日 - 愛媛県立津島高等学校を併合して津島分校とする。
- 2024年4月1日 - 情報ビジネス科募集停止。商業科に会計、情報、ビジネスの各コース設置。

## 校歌
作詞：栗村真次郎　作曲：山田昌弘

## 応援歌・賛歌
- 「ああ夢多き南海に」応援部応援歌　作詞：住田多賀雄　曲：（千古の雪を戴きて）
- 「思えば過ぎし」漕艇部応援歌　作詞：本田正一　曲：（思へば遠し神の御代）
- 「佐田岬」漕艇部応援歌　作詞：徳本光信　曲：（大正四年 旧制第七高等学校寮歌北辰斜めに）
- 「山川影は」野球部応援歌　作詞：高木巌
- 「熱球血をすすりて」野球部応援歌（大正九年 旧制第七高等学校対第五高等学校戦 野球部応援歌　作詞：小山栄三　作曲：島田謙三）
- 「雄々しく進め」水泳部応援歌　作詞：河野武治吉　作曲：村田英鳳
- 「見よ南海の」サッカー部応援歌　作詞：山本寛己
- 「此処南海の」弁論部応援歌　作詞：羽賀裕昌
- 「登る山路は」登山部応援歌　作詞：中井鐸平
- 「東雲空に」剣道部応援歌　作者不明
- 「春秋影は」柔道部応援歌　作者不明

宇和島東高の歌集には旧制第七高等学校から影響を受けたものが少なくない。これは、宇和島中学時代に「山川影は」を作詞した高木巌を始めとする第七高等学校へ進学した卒業生の影響によるものである。「熱球血を啜りて」は大正12年頃に宇和島中学に伝わった。本来3番までの歌詞が存在するが、宇和島東高においては2番までの歌詞を使用している。また本歌とは微妙に歌詞が変わっている箇所もある。昭和63年の第60回選抜高等学校野球大会に野球部が出場した際には、当時の校長が七高同窓会事務局に対し使用していることへの謝罪と今後の使用についてのお願いをしたところ快諾された。後日、七高野球部OB会（鶴陵倶楽部）から「熱球血を啜りて」が作られた経緯を記した書簡が届いた。余談ではあるが、この「熱球血を啜りて」は旧制山口中学にもおいても「熱球」という名で唄われている。
「校内ボートレース大会」や体育祭の集団演舞「思えば過ぎし」は旧制宇和島中学端艇部に由来する。明治34年秋に愛媛県の勝山沖で開催された松山・宇和島・西条の3校によるボートの対抗試合で、松山中学に敗れた漕艇部の本田正一により、敗戦の悔しさを胸に雪辱を誓い、一気呵成に作られたのが「思えば過ぎし」である。その後、宇中端艇部は猛訓練に猛訓練を重ね、雪辱を果たし、大正十四年には全国大会で初優勝を飾り、また三津浜沖で開催された第1回近県中等学校端艇競漕大会でも優勝の栄冠を手にした。学制改革後の新制宇和島東高等学校においても、この雪辱を忘れまいとして体育祭で3年男子生徒により集団演舞が行われている。もう一つの漕艇部応援歌である「佐田岬」は、昭和に入り成績が低迷し始めた頃に作られた。昭和6年3月から昭和10年8月までの4年間、3代目の配属将校として徳本光信少佐（後に大佐）が赴任した。端艇部の菊池雅恵を始めとする部員が詩人でもあった徳本少佐に作詞を依頼したところ快諾され、数日後に発表された応援歌が、この「佐田岬」であった。曲を七高寮歌「北辰斜めに」としたいと選手一同は希望し、教官の同意を得た。爾来幾星霜にもわたって、漕艇部応援歌のこの2曲が歌い継がれているのである。
なお、徳本光信大佐は、昭和22年4月30日、部下の罪を一身に負い、B級戦犯として広東刑場で処刑された。宇和島東高等学校創立百周年記念の校内ボートレース大会においては徳本大佐のご遺族も招待されている。

## 著名な出身者
- 細川一 - 医師、水俣病発見者
- 岩村昇 - 医師、「日本のシュバイツァー」
- 酒向正春 - 医師
- 飯野逸平 - 日本陶器元社長、名古屋商工会議所元副会頭
- 奥島孝康 - 早稲田大学元総長
- 菊池清治 - 旧制松山高校校長、八幡浜市長
- 徳田元 - 東京大学名誉教授、盛岡大学元学長
- 松本三郎 - 政治学者
- 松本慎一 - 著述家・翻訳家・社会運動家
- 川崎宏 - 中国文学者
- 薬師寺志光 - 民法学者
- 伊井春樹 - 国文学者
- 多賀太 - 教育社会学者
- 中野逍遙 - 漢詩人
- 芝不器男 - 俳人
- 富澤赤黄男 - 俳人
- 夏井いつき - 俳人
- 浜田泰介 - 日本画家
- 山口圭二 - CGクリエイター
- 片山恭一 - 小説家、代表作『世界の中心で、愛をさけぶ』
- 古谷綱武 - 文芸評論家
- 高倉輝 - 劇作家、小説家、日本共産党衆議院議員・参議院議員
- 堀部彦次郎 - 衆議院議員、実業家
- 佐々木長治 - 衆議院議員、実業家、八幡浜市長
- 今松治郎 - 内務官僚、衆議院議員
- 増原惠吉 - 内務官僚、防衛庁長官
- 桜内文城 - 参議院議員
- 国松福禄 - 弁護士、宇和島市長
- 石橋寛久 - 宇和島市長
- 岡原文彰 - 宇和島市長
- 寺坂信昭 - 経産官僚、原子力安全・保安院院長
- 山下亀三郎 - 山下汽船（現商船三井）・山下財閥創業者
- 松根宗一 - 元電気事業連合会副会長、後楽園スタヂアム会長、産業軍（現：中日ドラゴンズ）オーナー
- 石原潔 - 元山下近海汽船常務、中退（石原慎太郎・俳優石原裕次郎の父）
- 石崎亀喜 - 元プロ野球選手
- 伊能正司 - 元プロ野球選手
- 岩村明憲 - 元プロ野球選手
- 岩村敬士 - 元プロ野球選手
- 清家忠太郎 - 元プロ野球選手
- 高木啓充 - 元プロ野球選手
- 近平省悟 - 元プロ野球選手
- 橋本将 - 元プロ野球選手
- 平井正史 -元プロ野球選手
- 宮出隆自 - 元プロ野球選手
- 上甲凌大 - プロ野球選手
- 田中幸長 - 元社会人野球選手（トヨタ自動車硬式野球部）
- 上甲正典 - 本校、済美高野球部元監督
- 河野昭 - 体操競技選手
- 山下治広 - 体操競技選手
- 吉村昌弘 - 競泳選手
- 大野孝之 ｰ 競泳選手
- 出井正太郎 - サッカー選手
- 石橋智之 - サッカー指導者
- 有間潤 - サッカー選手
- 風戸晴子 - 柔道選手
- 宮本樹理 - 柔道選手
- 宇高菜絵 - 柔道選手
- 佐野明日香 - 柔道及びレスリングの選手
- 廣瀬悠 - 視覚障害柔道選手
- 鈴木健吾 - 陸上競技選手
- 石井和義 - K-1創始者
- 宮川俊二 - NHK、フジテレビを経て現在フリーアナウンサー
- 河奈さつき - フリーアナウンサー
- 中村仁樹 - 尺八演奏家・作曲家
- 大石昌良 - ミュージシャン
- 大田紳一郎 - ミュージシャン (doa)
- 赤松クニユキ - ミュージシャン
- 藤原泰斗 - ミュージシャン
- 中川奈美 - 歌手、声優、ナレーター
- 伊藤公朗- インド古典音楽シタール演奏家
- 土居裕子 - 女優
- 丸平峯子 - 女優
- 鮎瀬美都 - 宝塚歌劇団宙組
- ぢゃいこ - 吉本新喜劇[9]
- 若藤昌男 - キャラクター玩具コレクター
- 木和田優衣  - 愛媛朝日テレビアナウンサー